# Haftahedarna
Haftahedarna este o arie protejată (arie specială de conservare — SAC, sit de importanță comunitară — SCI) din Suedia întinsă pe o suprafață de 1.342,9 ha, integral pe uscat.

## Localizare
Centrul sitului Haftahedarna este situat la coordonatele 60°26′11″N 13°51′50″E / 60.4363°N 13.8638°E.

## Înființare
Situl Haftahedarna a fost declarat sit de importanță comunitară în mai 2001 pentru a proteja 2 specii de plante și 1 specie de animale. Situl a fost protejat și ca arie specială de conservare în martie 2011.

## Biodiversitate
Situată în ecoregiunea boreală, aria protejată conține 8 habitate naturale: Mlaștini împădurite, Lacuri și iazuri distrofice naturale, Turbării active, Taiga vestică, Păduri de conifere pe eskere fluvioglaciare sau legate la acestea, Mlaștini turboase de tranziție și turbării mișcătoare, Cursuri de apă de la nivel de câmpie la nivel montan, cu vegetație Ranunculion fluitantis și Callitricho-Batrachion, Turbării Aapa.
La baza desemnării sitului se află mai multe specii protejate:
- plante (2): Hamatocaulis vernicosus, ochii-șoricelului (Saxifraga hirculus)
- nevertebrate (1): Stephanopachys linearis